# راسيل تولى
راسيل تولى (بالإنجليزية: Russell Tully)‏ هو لاعب كرة قدم أسترالية أسترالي، ولد في 30 سبتمبر 1949، وتوفي في 2 فبراير 2013.

## وصلات خارجية
- راسيل تولى على موقع AustralianFootball.com (الإنجليزية)
- راسيل تولى على موقع AFLtables.com (الإنجليزية)